# Ludwig Andreas Olsen
Ludwig Andreas Olsen, noto anche con lo pseudonimo di Louis Williams (Oslo, 1845 – 20 febbraio 1886), è stato un marinaio e militare norvegese naturalizzato statunitense, una delle sole 19 persone ad essere stato insignito di due Medal of Honor.
Entrambe le concessioni avvennero per azioni non legate al combattimento, volte al salvataggio di altri marinai.

## Biografia
Olsen nacque a Oslo, in Norvegia, nel 1845. Si unì alla Marina dalla California nel 1870, sotto il nome di Louis Williams. Alla fine raggiunse il grado di Capitano della Stiva, una posizione di arruolamento che lo incaricava di mantenere l'ordine nella stiva della nave.
Il 16 marzo 1883, mentre era a bordo della sloop-of-war USS Lackawanna al largo di Honolulu, Hawaii, Olsen saltò in mare e salvò un compagno marinaio dall'annegamento. L'anno successivo, il 13 giugno 1884 al largo della costa di Callao, in Perù, Olsen salvò nuovamente un uomo dall'annegamento, insieme al marinaio ordinario Isaac L. Fasseur. Per ciascuna di queste azioni in tempo di pace gli fu assegnata una Medal of Honor, anche Fasseuer ricevette la medaglia per il salvataggio del 1884. Entrambe le medaglie furono consegnate a Olsen il 18 ottobre 1884, rendendolo una delle sole 19 persone a ricevere due medaglie d'onore e una delle sole 14 persone a ricevere due medaglie d'onore per due atti separati. Entrambe le medaglie furono assegnate con il nome con cui si era arruolato, Louis Williams.
Olsen morì il 20 febbraio 1886 ed è sepolto nel cimitero nazionale di Cypress Hills, sezione 6, tomba 12616, a Brooklyn, New York City, New York.